# Censorinus (cràter)
Censorinus és un petit cràter d'impacte lunar situat al sud-est de la Mare Tranquillitatis. Al nord-est hi ha el cràter Maskelyne.
Censorinus es distingeix per una superfície de material d'alt albedo que envolta la vora. Això fa que es vegi com un element destacat quan el Sol en troba en un angle alt, i és un dels objectes més brillants de la cara visible de la Lluna. Un sistema de marques radials té el seu centre al cràter, contrastant amb la mar lunar més fosca.

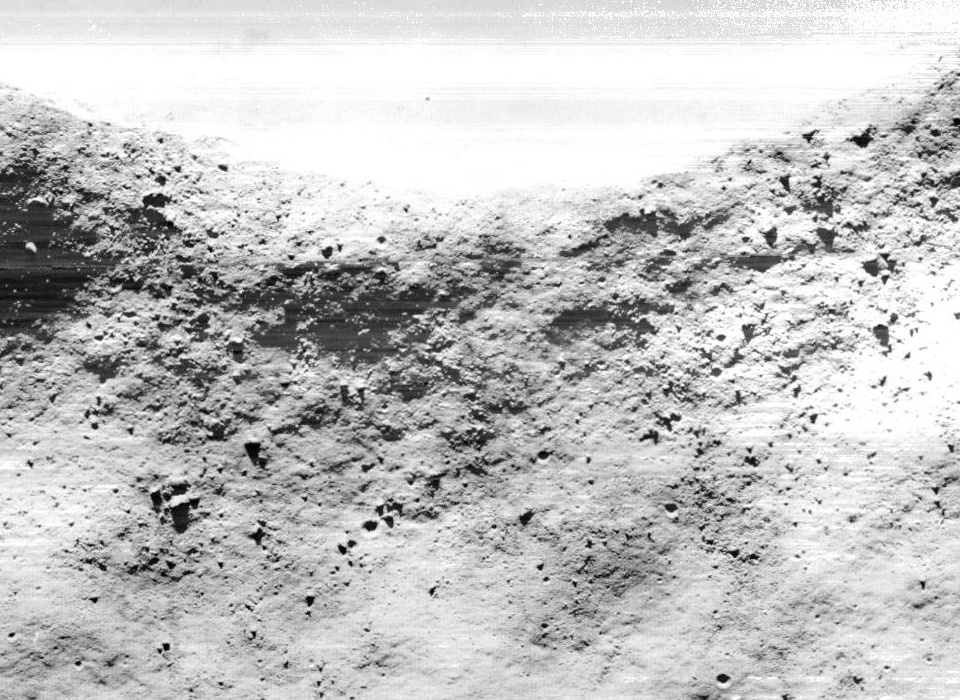
Part d'una imatge del Lunar Orbiter 5 mostrant abundant blocs a la vora oest de Censorinus.
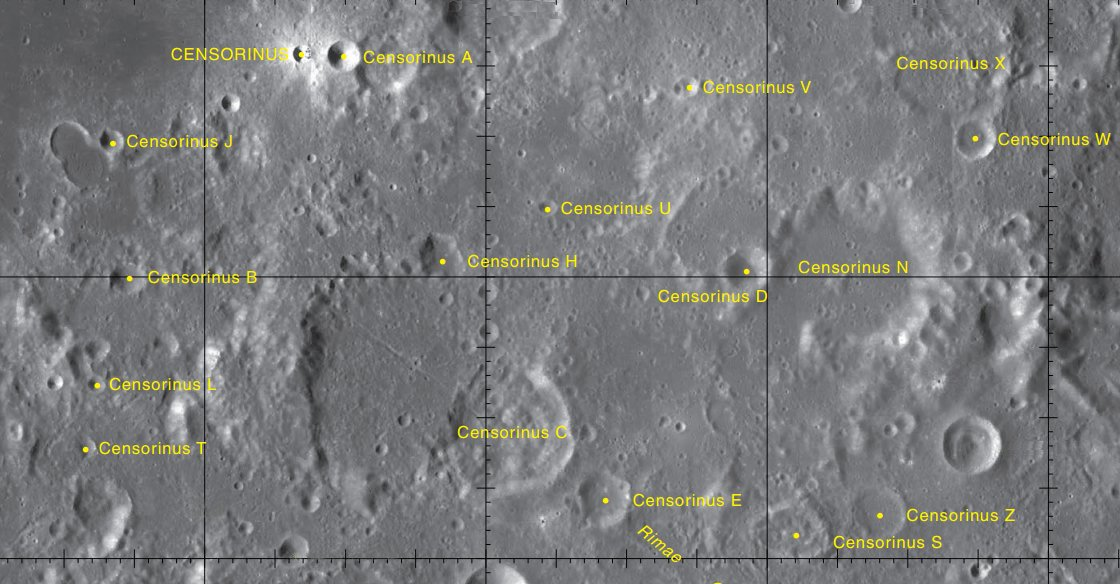
Cràters satèl·lit

Aquesta formació té una vora elevada de perfil esmolat i un interior simètric, en forma de copa. Fotografies en primer pla d'aquest cràter fetes pel Lunar Orbiter 5 mostren múltiples grans blocs situats al llarg de les rampes externes. La superfície propera al cràter és irregular a causa del dipòsit de materials ejectats, sense presentar altres característiques que el facin singularment identificable.

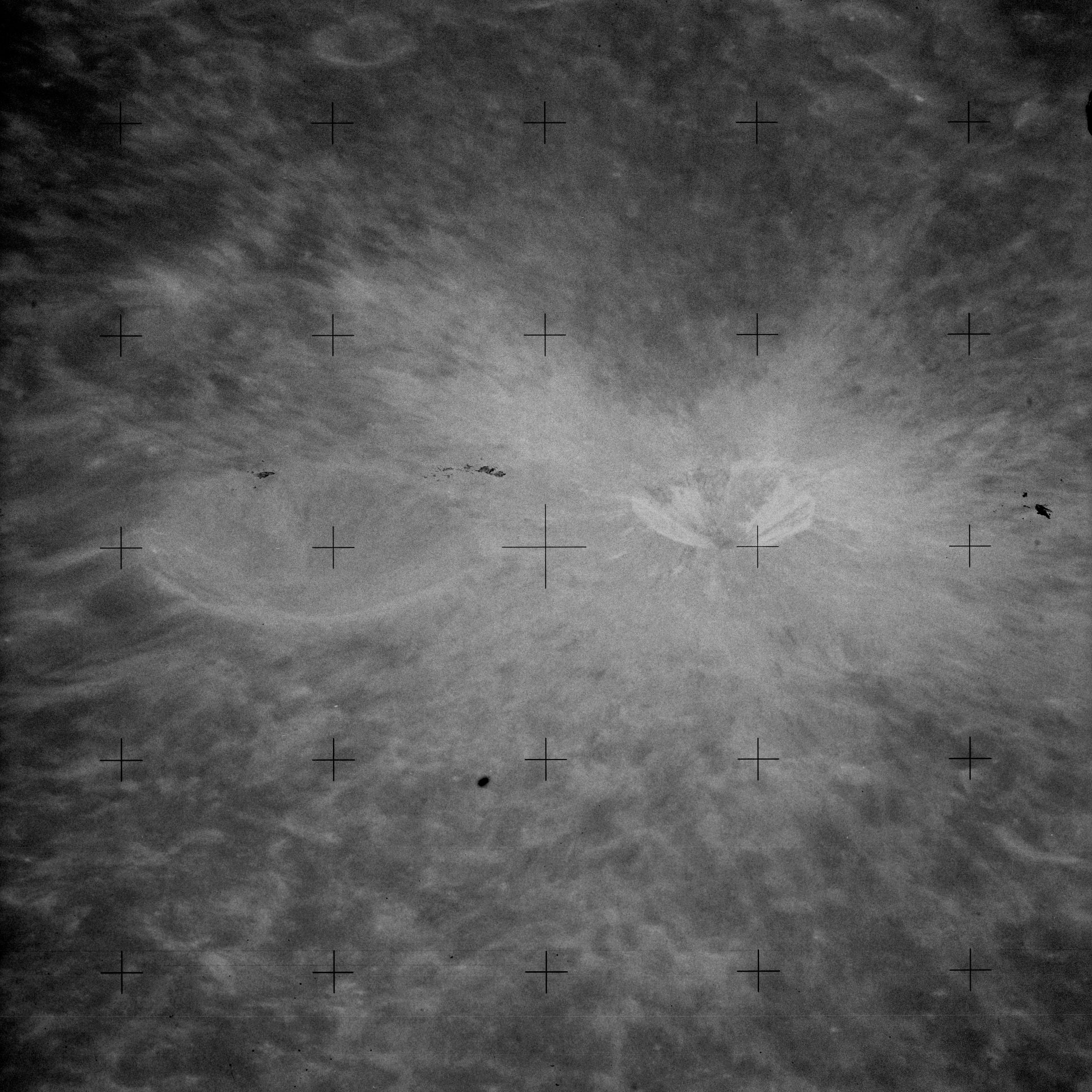
Vista obliqua del cràter Censorinus, a la dreta, amb el Censorinus A més gran a l'esquerra. La brillantor i el contrast s'han alterat molt respecte a l'original
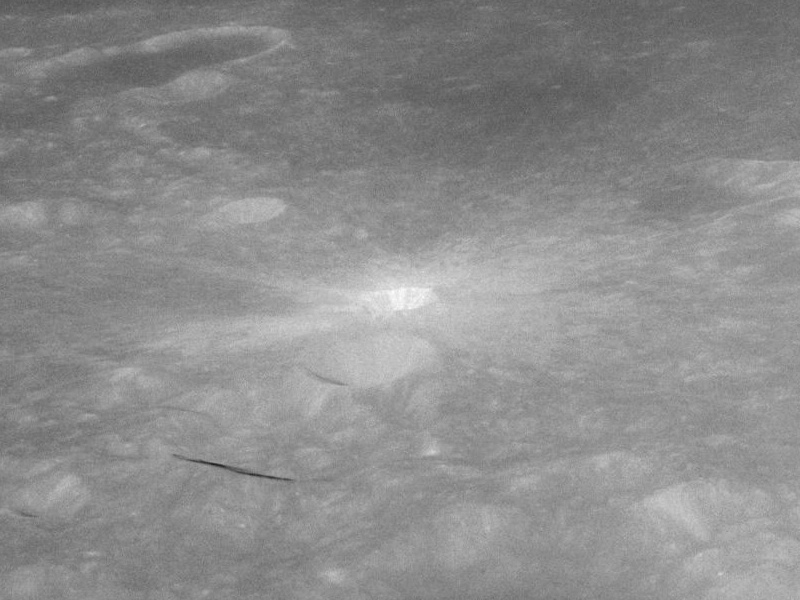
Fotografia de la missió Apollo 11

Els voltants de Censorinus van ser considerats com un dels primers llocs potencialment adequats per a l'allunatge de l'Apollo.

## Cràters satèl·lit
Per convenció aquests elements són identificats en els mapes lunars posant la lletra en el costat del punt central del cràter que està més proper a Censorinus.
| Censorinus | Coordenades                        | Diàmetre          |
| ---------- | ---------------------------------- | ----------------- |
| A          | 0° 24′ S, 33° 00′ E / 0.4°S,33.0°E | 7 km              |
| B          | 2° 00′ S, 31° 24′ E / 2.0°S,31.4°E | 8 km              |
| C          | 3° 00′ S, 34° 06′ E / 3.0°S,34.1°E | 28 km             |
| D          | 1° 54′ S, 35° 48′ E / 1.9°S,35.8°E | 10 km             |
| E          | 3° 36′ S, 34° 48′ E / 3.6°S,34.8°E | 12 km             |
| F          | Reanomenat Leakey                  | Reanomenat Leakey |
| H          | 1° 48′ S, 33° 42′ E / 1.8°S,33.7°E | 10 km             |
| J          | 1° 00′ S, 31° 18′ E / 1.0°S,31.3°E | 5 km              |
| K          | 1° 00′ S, 28° 48′ E / 1.0°S,28.8°E | 4 km              |
| L          | 2° 30′ S, 31° 12′ E / 2.5°S,31.2°E | 4 km              |
| N          | 1° 54′ S, 36° 30′ E / 1.9°S,36.5°E | 36 km             |
| S          | 3° 48′ S, 36° 06′ E / 3.8°S,36.1°E | 17 km             |
| T          | 3° 12′ S, 31° 06′ E / 3.2°S,31.1°E | 5 km              |
| U          | 1° 30′ S, 34° 24′ E / 1.5°S,34.4°E | 3 km              |
| V          | 0° 36′ S, 35° 24′ E / 0.6°S,35.4°E | 4 km              |
| W          | 1° 00′ S, 37° 30′ E / 1.0°S,37.5°E | 9 km              |
| X          | 0° 30′ S, 37° 12′ E / 0.5°S,37.2°E | 18 km             |
| Z          | 3° 42′ S, 36° 48′ E / 3.7°S,36.8°E | 12 km             |